# پنج گوشه (فیلم)
پنج گوشه فیلمی در ژانر درام و جنایی به کارگردانی تونی بیل است که در سال ۱۹۸۷ منتشر شد.

## بازیگران
- جودی فاستر
- تیم رابینز
- جان تورتورو
- تاد گرف
- الیزابت بریج
- جک مک‌گی
- مایک استار
- بیل کوبس
- اریک لا سال
- کمپبل اسکات